# Smekání

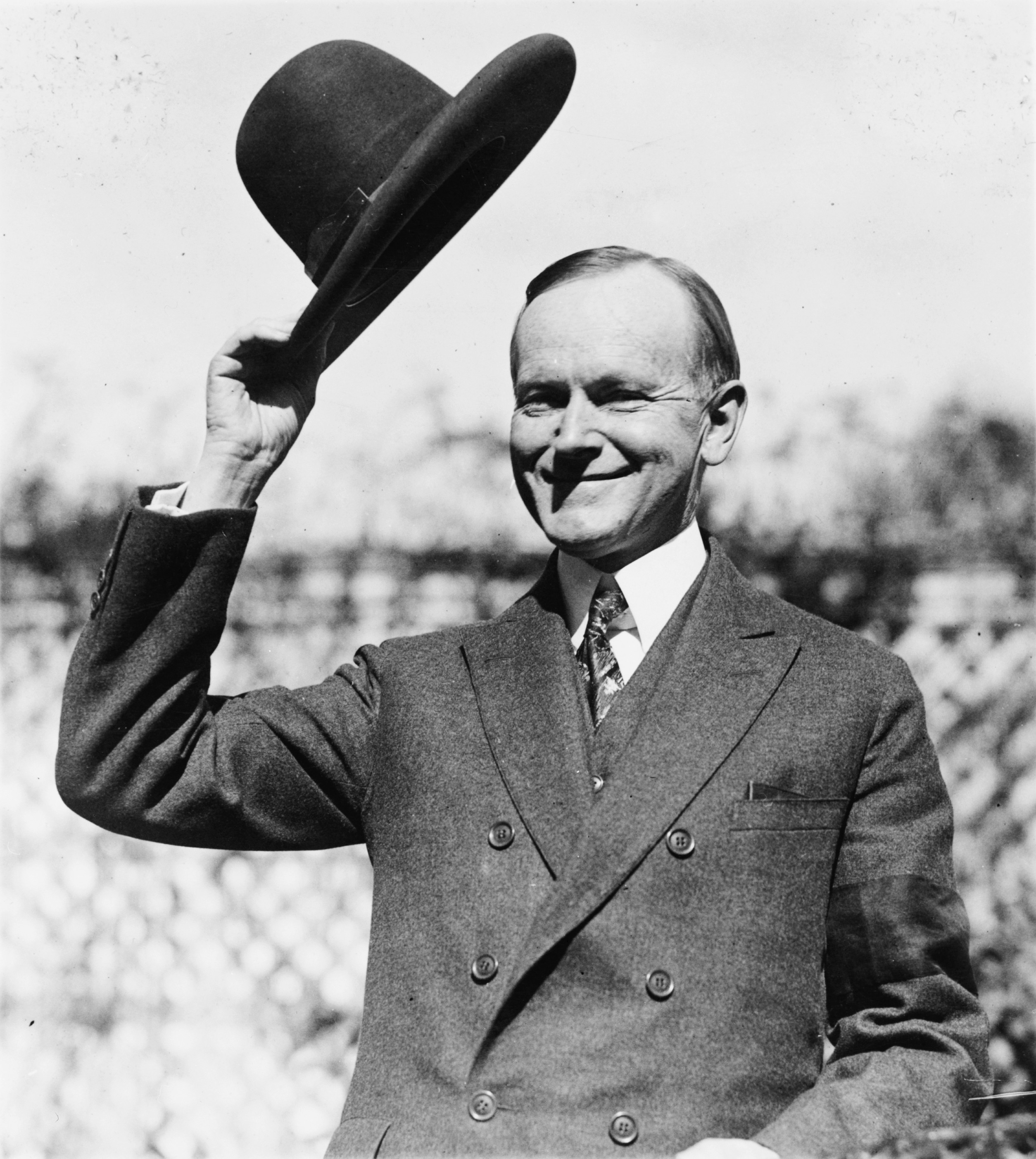
Smeknutí klobouku (americký prezident Calvin Coolidge, 1924).

Smekání je forma neverbální komunikace používaná v situaci, kdy má člověk pokrývku hlavy, kterou v rámci smekání sejme. Jedná se o společenskou zvyklost znamenající pozdrav, či vzdání úcty nebo vděčnosti mezi dvěma osobami.
V západní kultuře 19. a začátku 20. století bylo smeknutí klobouku běžným neverbálním pozdravem mezi přáteli či známými při setkání na ulici nebo při nějaké společenské příležitosti.
V současnosti není nošení pokrývek hlavy tak obvyklé a tak se pojem používá zejména v přeneseném významu, kdy osoba pouze oznámí, že smeká. Takto je termín používán i na Internetu. Například internetové verze deníků The Wall Street Journal a The New York Times pravidelně uvádí smeknutí (anglicky „hat tip“) osobám, které například upozornily redakci na téma článku.